# STS-71
STS-71 foi uma missão do programa do ônibus espacial, realizada pela tripulação da nave Atlantis, entre os dias 27 de Junho e 7 de Julho de 1995 e a terceira do programa russo-americano Mir-ônibus espacial, que realizou a primeira acoplagem entre uma destas naves e a estação orbital russa.
A missão levou dois cosmonautas russos para fazer o rodízio de tripulação na estação, criou a maior espaçonave já colocada em órbita até então, com as duas naves ligadas no espaço durante cinco dias, realizou a primeira troca de tripulação de um ônibus espacial no espaço e marcou o 100.° voo espacial tripulado dos Estados Unidos.

## Tripulação
| Posição                  | Tripulante                            | Duração         | Pousou na   |
| ------------------------ | ------------------------------------- | --------------- | ----------- |
| Comandante               | Robert Gibson                         | 9d 19h 22m 15s  | STS-71      |
| Piloto                   | Charles Precourt                      | 9d 19h 22m 15s  | STS-71      |
| Especialista de missão 1 | Ellen Baker                           | 9d 19h 22m 15s  | STS-71      |
| Especialista de missão 2 | Gregory Harbaugh                      | 9d 19h 22m 15s  | STS-71      |
| Especialista de missão 3 | Bonnie Dunbar                         | 9d 19h 22m 15s  | STS-71      |
| Especialista de missão 4 | Anatoly Solovyev Tripulante da Mir-19 | 75d 11h 20m 21s | Soyuz TM-21 |
| Especialista de missão 5 | Nikolai Budarin Tripulante da Mir-19  | 75d 11h 20m 21s | Soyuz TM-21 |

### Trazidos da Mir
| Posição                  | Tripulantes                            | Duração          | Lançado na  |
| ------------------------ | -------------------------------------- | ---------------- | ----------- |
| Especialista de missão 4 | Gennadi Strekalov Tripulante da Mir-18 | 115d 08h 43m 00s | Soyuz TM-21 |
| Especialista de missão 5 | Vladimir Dezhurov Tripulante da Mir-18 | 115d 08h 43m 00s | Soyuz TM-21 |
| Especialista de missão 6 | Norman Thagard Tripulante da Mir-18    | 115d 08h 43m 00s | Soyuz TM-21 |

## Ligações Externas
- Sumário da Missão